# Praesaluria hofufella
Praesaluria hofufella är en fjärilsart som beskrevs av Hans Georg Amsel 1958. Praesaluria hofufella ingår i släktet Praesaluria och familjen mott. Inga underarter finns listade i Catalogue of Life.